# Бріджітта Бокколі
Бріджі́тта Бо́кколі (італ. Brigitta Boccoli; *5 травня 1972, Рим) — італійська акторка. Її сестра, Бенедикта працювала на шоу-виставах.